# McLean County (Kentucky)
McLean County ist ein County im US-Bundesstaat Kentucky. Das U.S. Census Bureau hat bei der Volkszählung 2020 eine Einwohnerzahl von 9152 ermittelt.
Der Verwaltungssitz (County Seat) ist Calhoun. Das County gehört zu den Dry Countys, was bedeutet, dass der Verkauf von Alkohol eingeschränkt oder verboten ist.

## Geographie
Das County liegt im Westen von Kentucky, ist im Norden etwa 35 km vom Bundesstaat Illinois entfernt und hat eine Fläche von 663 Quadratkilometern, wovon fünf Quadratkilometer Wasserfläche sind. Es grenzt im Uhrzeigersinn an folgende Counties: Henderson County, Daviess County, Ohio County, Muhlenberg County, Hopkins County und Webster County.

## Geschichte
McLean County wurde am 6. Februar 1854 aus Teilen des Daviess County, Muhlenberg County und Ohio County gebildet. Benannt wurde es nach Alney McLean, einem Richter und Mitglied im US-Kongress.
Eine Stätte im McLean County hat wegen ihrer besonderen geschichtlichen Bedeutung den Status einer National Historic Landmark, der Green River Shell Middens Archeological District. Insgesamt sind neun Bauwerke und Stätten des Countys im National Register of Historic Places eingetragen (Stand 12. Oktober 2017).

## Demografische Daten

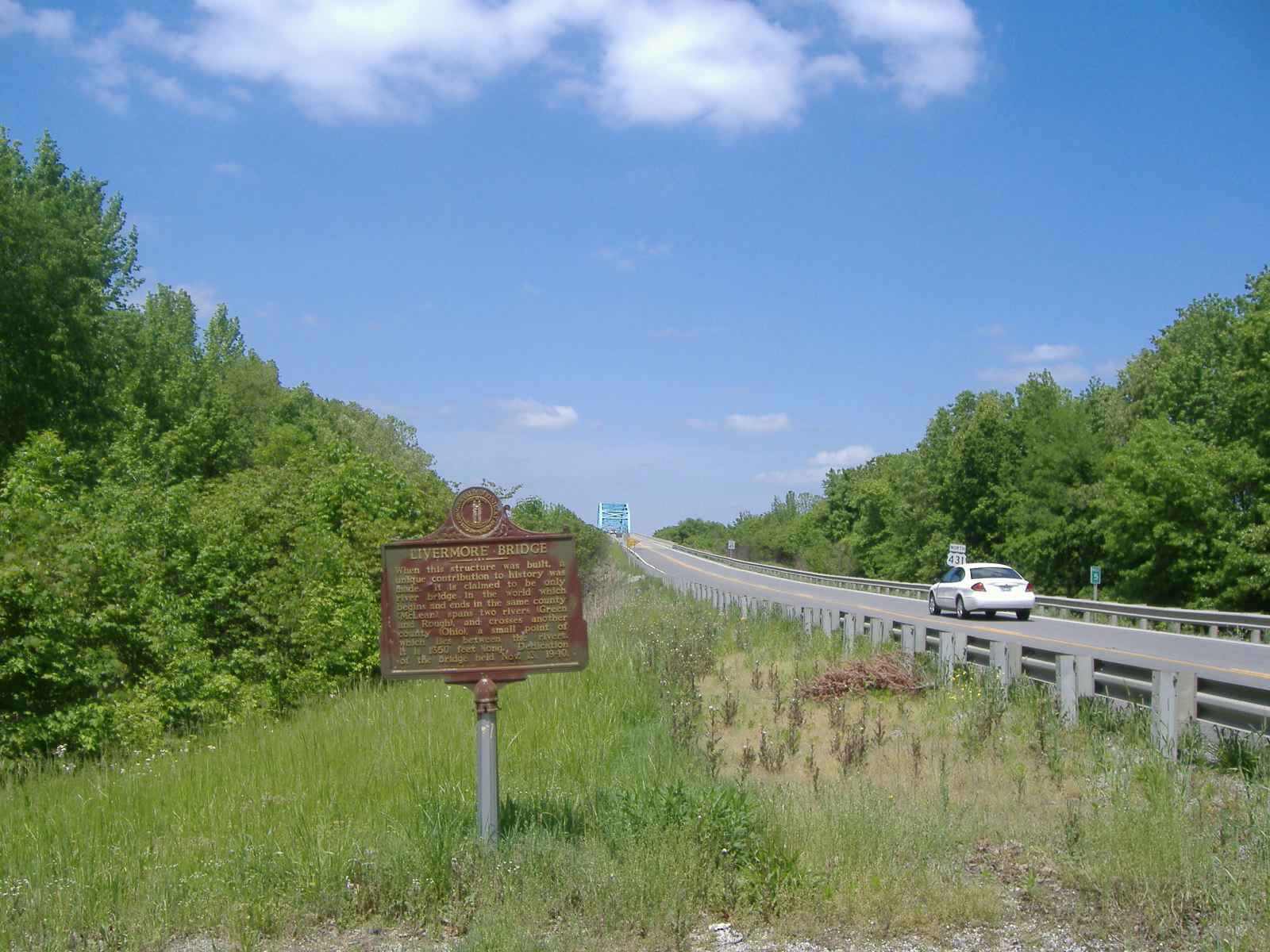
Anfahrt zur Livermore Bridge über den Green River nahe Livermore

Nach der Volkszählung im Jahr 2000 lebten im McLean County 9.938 Menschen in 3.984 Haushalten und 2.880 Familien. Die Bevölkerungsdichte betrug 15 Einwohner pro Quadratkilometer. Ethnisch betrachtet setzte sich die Bevölkerung zusammen aus 98,58 Prozent Weißen, 0,36 Prozent Afroamerikanern, 0,16 Prozent amerikanischen Ureinwohnern, 0,04 Prozent Asiaten, 0,01 Prozent Bewohnern aus dem pazifischen Inselraum und 0,31 Prozent aus anderen ethnischen Gruppen; 0,53 Prozent stammten von zwei oder mehr Ethnien ab. 0,84 Prozent der Bevölkerung waren spanischer oder lateinamerikanischer Abstammung.
Von den 3.984 Haushalten hatten 32,3 Prozent Kinder und Jugendliche unter 18 Jahre, die bei ihnen lebten. 60,0 Prozent waren verheiratete, zusammenlebende Paare, 8,7 Prozent waren allein erziehende Mütter, 27,7 Prozent waren keine Familien, 24,7 Prozent waren Singlehaushalte und in 11,4 Prozent lebten Menschen im Alter von 65 Jahren oder darüber. Die Durchschnittshaushaltsgröße betrug 2,47 und die durchschnittliche Familiengröße lag bei 2,93 Personen.
Auf das gesamte County bezogen setzte sich die Bevölkerung zusammen aus 24,2 Prozent Einwohnern unter 18 Jahren, 8,3 Prozent zwischen 18 und 24 Jahren, 27,7 Prozent zwischen 25 und 44 Jahren, 25,4 Prozent zwischen 45 und 64 Jahren und 14,5 Prozent waren 65 Jahre alt oder darüber. Das Durchschnittsalter betrug 38 Jahre. Auf 100 weibliche Personen kamen 96,4 männliche Personen. Auf 100 Frauen im Alter von 18 Jahren alt oder darüber kamen statistisch 93,2 Männer.
Das jährliche Durchschnittseinkommen eines Haushalts betrug 29.675 USD, das Durchschnittseinkommen der Familien betrug 35.322 USD. Männer hatten ein Durchschnittseinkommen von 28.446 USD, Frauen 19.432 USD. Das Prokopfeinkommen betrug 16.046 USD. 13,7 Prozent der Familien und 16,0 Prozent der Bevölkerung lebten unterhalb der Armutsgrenze. Davon waren 21,1 Prozent Kinder oder Jugendliche unter 18 Jahre und 18,5 Prozent waren Menschen über 65 Jahre.

## Orte im County
- Beech Grove
- Buel
- Buttonsberry
- Calhoun
- Cleopatra
- Comer
- Congleton
- Elba
- Glenville
- Guffie
- Island
- Lemon
- Livermore
- Nuckols
- Poplar Grove
- Poverty
- Rumsey
- Sacramento
- Semiway
- Wrightsburg
- Wyman